# Anna Karenina (film, 1948)
Anna Karenina är en brittisk dramafilm från 1948 i regi av Julien Duvivier. Filmen är baserad på romanen med samma namn av Lev Tolstoj.

## Rollista i urval
- Vivien Leigh - Anna Karenina
- Ralph Richardson - Alexej Karenin, hennes man
- Kieron Moore - Greve Vronskij
- Hugh Dempster - Stefan Oblonskij, Annas bror
- Mary Kerridge - Dolly Oblonskaja, Stefans fru
- Marie Lohr - Prinsessan Sjtjerbatskij
- Frank Tickle - Prins Sjtjerbatskij
- Sally Ann Howes - Kitty Sjtjerbatskij, Dollys syster
- Niall McGinnis - Konstantin Levin
- Bernard Rebel - Professor Leverrin
- Michael Gough - Nicholaj
- Martita Hunt - Prinsessan Betty Tverskij
- Heather Thatcher - Grevinnan Lydia Ivanovna
- Helen Haye - Grevinnan Vronskij
- Michael Medwin - Kittys doktor
- Gino Cervi - Enrico
- Beckett Bould - Matvej
- Leslie Bradley - Korsunskij
- Therese Giehse - Marietta
- John Longden - General Serpuchovskij
- Mary Matlew - Prinsessan Nathalia
- Valentina Murch - Annushja
- Judith Nelmes - Miss Hull
- Ruby Miller - Grevinnan Meskov
- John Salew - advokat
- Patrick Skipwith - Sergej
- Ann South - Prinsessan Sorokina
- Jeremy Spenser - Giuseppe
- Austin Trevor - Överste Vronskij
- Gus Verney - Prins Machotin